# Microgaster stictica
Microgaster stictica är en stekelart som beskrevs av Johannes Friedrich Ruthe 1858. Microgaster stictica ingår i släktet Microgaster och familjen bracksteklar. Arten är reproducerande i Sverige. Inga underarter finns listade i Catalogue of Life.